# Buresium rufum
Buresium rufum är en stekelart som beskrevs av Boucek 1969. Buresium rufum ingår i släktet Buresium och familjen kragglanssteklar.
Artens utbredningsområde är Bulgarien. Inga underarter finns listade.